# هوراتی‌ها و کوریاتی‌ها

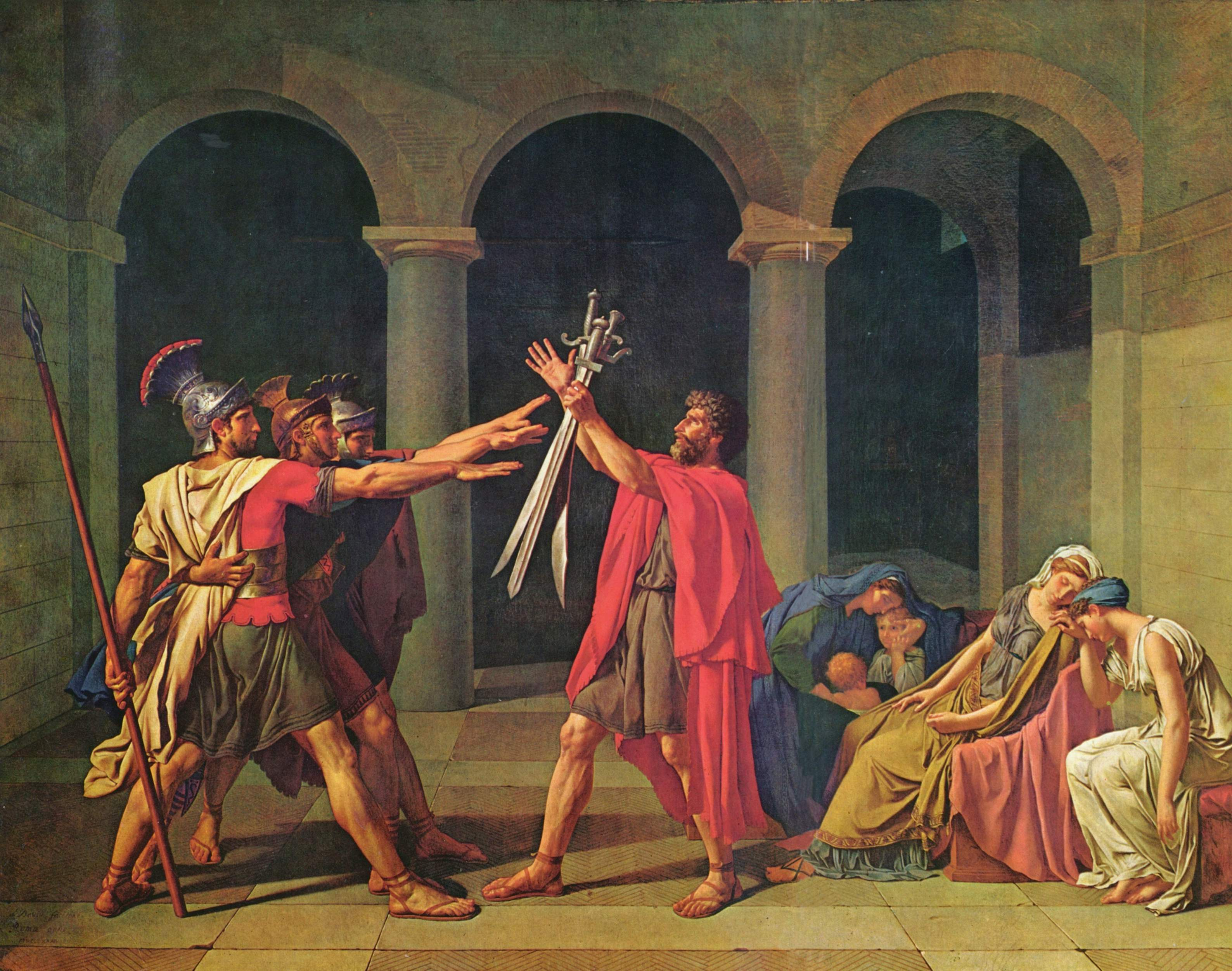
سوگند هوراتی‌ها، اثر ژاک-لویی داوید (۱۷۸۴–۱۷۸۵)، موزه لوور

هوراتی‌ها و کوریاتی‌ها (به لاتین: Horatii et Curiatii) شش جنگاور رومی نامدار در اساطیر روم باستان هستند، که بر پایه متون تاریخی کهن در عهد سلطنت تولوس هوستیلیوس و در طول جنگی میان رومیان و آلبانها پدیدار می‌شوند. سه هوراتی برای روم و سه کوریاتی نیز برای آلبا لونگا جنگیدند.

## روایت

### در باب جنگ
در زمانی که تولوس هوستیلیوس بر روم، و گایوس کلوئیلیوس بر آلبا لونگا سلطنت می‌کردند و هر دو دو نیز هوسمندِ جنگ بودند. در این میان آلبا لونگا به روم اعلان جنگ داد، جنگی که تقریباً به جنگی داخلی می‌مانست ـ گویی که یک متروپلیس به مستعمرهٔ خود اعلان جنگ داده‌باشد. علت اصلی این جنگْ هوسِ سلطه بر دولت‌شهرهای لاتین بود، اما هر یک غارتگری‌های انجام شده و عدم پرداخت غرامت را بهانهٔ جنگ قرار دادند. در طول جنگ گایوس کلوئیلیوس درگذشت و متیوس فوفتیوس به عنوان دیکتاتور آلبانها برگزیده‌شد. او قبل از جنگ با رومیان مذاکره‌ای کرده، به تولوس گفت که دشمن مشترکشان یعنی اتروسکها منتظر آنند که دو ملت روم و آلبا در اثر جنگ با یکدیگر فرسوده شده، و آنگاه خودشان بتوانند بدون دردسر هر دو را تحت سلطهٔ خویش گیرند. پس به او راهی پیشنهاد کرد تا بدون به راه انداختن کشتار چندانی، معین کنند که کدام ملت بر دیگری ریاست کند: او پیشنهاد کرد که سه سرباز رومی با سه سرباز آلبانی دست به کارزاری تن‌به‌تن بزنند. از قضا بخت و اقبال نیز پیشنهاد او را تأیید کرد، زیرا در هر یک از دو سپاه برادرانی سه‌قلو بودند که به گفتهٔ تیتوس لیویوس در کتاب از پیدایش روم «نه در سن و سال با هم تفاوت داشتند نه در زور و قوه». چون این پیشنهاد تأیید شد، هر یک از دو دولت به سه‌قلوهای جوان خود فرمان داد وارد کارزار شوند، چه ریاست و سیادت از آنِ ملتی خواهد بود که این کارزارِ شش نفره را پیروز شود. پس بلافاصله هوراتی‌ها (به نیابت از روم) و کوریاتی‌ها (آلبا لونگا) جهت شروع این کارزارِ منحصربفرد روانهٔ میدان مابین دو سپاه می‌شوند. چون مچ در مچ هم انداختند، دو تن از رومیانْ بی‌جان بر زمین افتاده و بدینسان یک هوراتیوسِ سالم در برابر سه کوریاتیوس ـ که البته زخمهای بسیار بر تن داشتند ـ باقی‌ماند. هوراتیوسِ بازمانده از آنرو که قادر نبود به‌تنهایی حریفِ سه تن شود، با اقدامی هوشمندانه پا به فرار گذاشت: فی‌الواقع او تظاهر به فرار می‌کرد، و کوریاتی‌ها به تعقیب او پرداختند اما با سرعتهای نابرابر، به‌گونه‌ای که بینشان فاصلهٔ زیادی افتاد و برتری عددی‌شان از بین رفت. چون هوراتیوس نظری به عقبش انداخت، روی خود را برگردانده، به نزدیک‌ترین هماوردش حمله‌ور شده، او را که زخمی بود بر زمین زد. سپس نفرات دوم و سوم را نیز بآسانی به قتل آورد، کسانی که نسبت‌به برادر اولشان زخمهای بیشتری خورده و قوه‌شان تحلیل رفته‌بود. بدینسان سروری و سیادت از آنِ دولت روم شد.

### در باب قتل خواهر و محاکمهٔ هوراتیوس
چون هوراتیوسِ پیروزمند داشت به روم مراجعت می‌کرد، نه‌تنها همرزمانِ شادمانش بلکه خواهرش ـ که نامزد یکی از کوریاتی‌ها بود ـ نیز سر راهش سبز شدند. چون خواهرش غنایمِ برگرفته از نامزدِ مقتولش را بر روی شانه‌های برادر دید، با ناله‌ای محزون شروع کرد به بر لب راندنِ نامِ نامزدش. هوراتیوس که بر اثر زاریِ خواهر در چنین جشنی برافروخته‌شده‌بود، با شمشیرش آن باکره را مقتول ساخته، فریادبرآورد که «همین‌طور از اینجا گم شود هر بانوی رومی که بر دشمن زاری کند!». بخاطر این جنایت هوراتیوس را دستبند زده، جهت اجرای عدالت نزد شاه بردند. شاه نیز دوئوم‌ویرهایی را برگزید تا بر طبق قانون متهم را محاکمه کنند. دوئوم‌ویرها هوراتیوس را به مرگ محکوم کردند، اما متهم ـ به توصیهٔ پادشاهْ تولوس ـ از مردم تظلم کرد و آنها نیز بخاطر خدماتی که او بتازگی کرده‌بود و نیز التماسهای پدرِ سالخورده‌اش ـ که در راه میهن در یک روز سه فرزندش را از دست داده‌بود ـ وی را بخشودند. این نخستین موردِ تظلم کردن از مردم در تاریخ روم بود. به هر روی فرمان دادند که به هزینهٔ عامه غرامتی پرداخت شود: پدر سرِ پسر را پوشانده و زیر یک یوغ مخصوص که از الوارچوبی ساخته شده و در طول خیابان نصب کرده‌بودند قرارش داد؛ و رومیان بعدها آن مکان را به هزینهٔ دولت مرمت می‌کردند و نام سوروریوم تیگیلوم (تختهٔ خواهر) بر آن نهادند.

## در باب بناهای یادبود
در زمان حیات تیتوس لیویوس و دیونوسیوس هالیکارناسی ـ یا بعبارتی در عهد امپراتوری آگوستوس ـ یادبودهای متعددی از این داستان در رُم یا در فاصلهٔ کمی از رُم پابرجا بودند:
- مقبرهٔ سه کوریاتی و دو هوراتی که در نبرد کشته‌شدند، و نیز آنِ خواهر هوراتی (که به‌صورت چهارگوش بنا شده‌بود) همگی در همان نقطه‌ای که هرکدام افتاده‌بودند بنا شدند. بدین‌سان مقبرهٔ دو هوراتی در جوار یکدیگر، اما آنِ سه کوریاتی با مقداری فاصله از همدیگر بنا شدند.[۶]
- سوروریوم تیگیلوم نیز به هزینهٔ عامه مرمت می‌شد و برای همین صحیح و سالم ماند.[۷]
- ستونی در گوشه‌ای از فُروم رم ـ که گفته می‌شد در آنجا غنایم کوریاتی‌ها از یک بنای یادبودی آویزان هستند ـ موسوم به پیلا هوراتیا (به معنای نیزه‌های هوراتی) بود.[۸]